# 維茨施泰因萊訥河
47°38′46″N 11°12′39″E / 47.64615°N 11.21075°E
維茨施泰因萊訥河是德國的河流，位於該國東南部，由巴伐利亞負責管轄，屬於洛伊薩赫河的右支流，河道全長5.8公里，流域面積9平方公里，流經加米施-帕滕基興縣。